# Lecția de box
Lecția de box este un film românesc din 2007 regizat de Alexandru Mavrodineanu. Rolurile principale au fost interpretate de actorii Bogdan Dumitrache, Vlad Vodă.

## Distribuție
Distribuția filmului este alcătuită din:
- Bogdan Dumitrache — Victor
- Alexandru Manea — Junior
- Alexandru Neacșu — Arbitrul
- Vlad Vodă — Vlad
- Dragoș Paiu — Blondul
- Nicolae Madrogan — Antrenorul
- Iulian Buciuc — Băiatul care se împinge